# 481 (szám)
A 481 (római számmal: CDLXXXI) egy természetes szám, félprím, a 13 és a 37 szorzata.

## A szám a matematikában
A tízes számrendszerbeli 481-es a kettes számrendszerben 111100001, a nyolcas számrendszerben 741, a tizenhatos számrendszerben 1E1 alakban írható fel.
A 481 páratlan szám, összetett szám, azon belül félprím, kanonikus alakban a 131 · 371 szorzattal, normálalakban a 4,81 · 102 szorzattal írható fel. Négy osztója van a természetes számok halmazán, ezek növekvő sorrendben: 1, 13, 37 és 481.
Nyolcszögszám.
A 481 négyzete 231 361, köbe 111 284 641, négyzetgyöke 21,93171, köbgyöke 7,83517, reciproka 0,002079. A 481 egység sugarú kör kerülete 3022,21213 egység, területe 726 842,01793 területegység; a 481 egység sugarú gömb térfogata 466 148 014,2 térfogategység.